# 金入
株式会社金入（かねいり）は、青森県八戸市に本社を置く、書籍・文具およびOA機器・事務用品の販売会社である。各種コンピュータ及び周辺機器の販売、コンピュータシステムの開発設計・販売業務も手がけている。地元では一般にカタカナ表記のカネイリと呼称されることが多い。

## 概要
主に個人客を対象とした書籍・文具の販売店舗を3店舗展開するほか、法人顧客向けにOA機器・コンピュータ及びその周辺機器の販売・メンテナンス、事務用品・オフィス家具の販売を行う拠点として青森市、十和田市に支店、むつ市に営業所を構える。また、工芸品や文房具、書籍などを販売するコミュニティショップを3店舗運営し、民芸品のインターネット通販事業も運営している。

## 沿革
祖先は南部盛岡藩の御用商として魚の卸売業を営んでいた。その後、金入家は干鰯問屋を経て戦前まで肥料商を家業とし
ていたが、1947年6月に5代目が文具店を創業し、1951年12月には株式会社金入文具として設立した。1962年10月、株式会社金入に商号変更。1980年9月、八戸市番町に金入ビルを新築、書籍類の販売を開始した。
2013年に7代目・金入健雄が代表取締役社長に就任した。健雄は、八戸市の公共観光施設「八戸ポータルミュージアム はっち」のミュージアムショップ開設の話を耳にし、運営者を決めるコンペに応募。八戸の工芸品やお土産を扱うデザイン・アートショップのプランを作成し、運営者に選ばれた。その後、同店舗はカネイリミュージアムショップとして開店した。その直後に東日本大震災が発生し、翌年には青葉区の公共施設せんだいメディアテークにもミュージアムショップを展開し、民芸品販売を行うようになった。
2020年には、民芸品・工芸品のクリエイター側と消費者側を仲介する通販サイト「#tohokuru」を開設した。

## 店舗一覧

### カネイリ
- 八戸番町店：青森県八戸市番町26 金入ビル1階・2階
- イオン下田店：青森県上北郡おいらせ町中野平40-1 イオンモール下田2階
- さくら野弘前店：青森県弘前市城東北3-10-1 さくら野百貨店弘前3階

### KANEIRI STANDARD STORE
- 盛岡フェザンテラス店：岩手県盛岡市盛岡駅前通1-44 盛岡フェザン本館1階
- エスパル仙台店：宮城県仙台市青葉区中央1-1-1 エスパル仙台東館3階

### その他
- カネイリミュージアムショップ 八戸はっち店：青森県八戸市三日町11-1 はっち1階
- KANEIRI Museum Shop6 仙台メディアテーク店：宮城県仙台市青葉区春日町2-1 せんだいメディアテーク1階
- 東北スタンダードマーケット ：宮城県仙台市青葉区中央3-7-5 仙台パルコ2 5階
- TUAD STORE：山形県山形市上桜田3-4-5 東北芸術工科大学 学生会館1階

## 関連企業
- 東北STANDARD

東北の工芸品やイベントを紹介する情報発信サイトの運営や通販業務を行う企業。2013年に7代目・金入健雄が設立し、代表取締役社長を兼任している。

## 受賞歴
- 「南部裂織 [KOFU 南部裂織]」- 南部裂織工房「澄」代表の井上澄子らと共に制作。2013年度グッドデザイン賞受賞[8]。